# Alessandro Lante Montefeltro della Rovere
Alessandro Lante Montefeltro della Rovere (ur. 27 listopada 1762 w Rzymie, zm. 14 lipca 1818 w Bolonii) – włoski kardynał.

## Życiorys
Urodził się 27 listopada 1762 roku, jako syn Filippa Lantego i Faustiny Capranici (jego przyrodnim bratem był Antonio Lante Montefeltro della Rovere). Studiował na La Sapienzy, gdzie uzyskał doktorat utroque iure. Następnie został protonotariuszem apostolskim i skarbnikiem generalnym Kamery Apostolskiej. 8 marca 1816 roku został kreowany kardynałem diakonem i otrzymał diakonię Sant'Eustachio. W tym samym roku został legatem w Bolonii. Zmarł tamże 14 lipca 1818 roku.